# Parti travailliste du peuple (Saint-Christophe-et-Niévès)
Le Parti travailliste du peuple (en anglais : People's Labour Party abrégé PLP) est un parti politique à Saint-Christophe-et-Niévès. Il est dirigé par Timothy Harris, ancien premier ministre du pays.

## Histoire
Le Parti travailliste du peuple (PLP) est créé le 17 juin 2013 à la suite d'une scission avec le Parti travailliste de Saint-Christophe-et-Niévès par l'ancien ministre Timothy Harris et l'ancien vice-premier ministre Sam Condor (en). Harris avait été licencié du cabinet dans l'année, tandis que Condor a quant à lui été licencié de son poste de chef des affaires gouvernementales et a par la suite démissionné de son poste de vice-premier ministre. Harris devient le chef du parti, Condor en devenant le chef adjoint.
Avant les élections législatives christophiennes de 2015, le parti rejoint l'alliance Team Unity (en) aux côtés du Mouvement d'action populaire (PAM) et du Mouvement des citoyens conscients (CCM). Les trois partis ne se présentes pas l'un contre l'autre, mais affrontent individuellement le Parti travailliste de Saint-Christophe-et-Niévès ainsi que le Parti réformateur de Nevis. Le PLP se présente dans les circonscriptions 3 et 7 à Saint-Christophe, Harris remportant la circonscription 7 et Condor perdant dans la circonscription 3.

## Résultats électoraux

### Élections législatives
| Année | Voix  | %     | Rang   | Élus |
| ----- | ----- | ----- | ------ | ---- |
| 2015  | 2 723 | 9,0   | 1 / 11 | 5e   |
| 2020  | 4 623 | 13,37 | 2 / 11 | 3e   |
| 2022  | 3 731 | 16,86 | 1 / 11 | 2e   |